# Рейни-Ривер
Рейни-Ривер (англ. Rainy River, фр. Rivière à la Pluie) — река протяжённостью около 140 километров в Северной Америке. По реке проходит граница между США и Канадой: на правом берегу реки располагается Северо-Западное Онтарио, на левом — штат Миннесота.
Река вытекает из восточной оконечности озера Рейни-Лейк и течет в основном на северо-запад. Примерно в 19 километрах севернее Бодетта она впадает в озеро Лесное. В районе города Интернашенал-Фолс на реке расположена гидроэлектростанция. В конечном итоге, воды этой реки через озеро Виннипег и реку Нельсон впадают в Гудзонов залив.
По канадскому берегу реки проходит железная дорога «Онтарио и Рейни Ривер», открытая в 1901 году.
Английское название реки Rainy River и французское Rivière à la Pluie в переводе на русский язык означают «дождливая река». На языке Оджибве река называется Gojijii-ziibi по названию одного из местных индейских племен (оно же дало название округу Кучичинг).